# Who's Afraid of Virginia Woolf? (peça)

Momento da peça

Who's Afraid of Virginia Woolf? é uma peça de teatro estadunidense de 1962 escrita pelo dramaturgo Edward Albee. Apresentada pela primeira vez no Teatro Billy Rose em 13 de outubro de 1962, a obra examina a complexidade do casamento entre Martha e George em três atos que totalizam aproximadamente três horas. Foi adaptada para o cinema no filme homônimo de 1966 com Richard Burton, Elizabeth Taylor, George Segal e Sandy Dennis.
Venceu o Tony Award de melhor peça de teatro.